# Wolframit
Wolframitul este un mineral de culoare brună închis, neagră, cristalizat în sistemul monoclinic, mai frecvent sub formă de prisme. Mineralul este un oxid în proporții variate de wolfram, fier și mangan cu formula chimică (Fe,Mn)WO4 și cu o duritate între 5 - 5,5. Variantele unde celelalte metale sunt într-un procent mai ridicat: în „ferberit” domină fierul, iar în „hübnerit” domină manganul.

## Răspândire
Wolframitul poate fi găsit în filoane hidrotermale, în pegmatite și filoane de cuarț asociat uneori cu casiteritul (SnO2), mai rar fiind asociat cu blenda, galena ca de exemplu în România sau în Anzii cordilieri, Bolivia din America de Sud.
În România se găsește în bazinul minier Baia Mare (Cavnic, Baia Sprie). În Europa se mai găsește în „La Coruña” Spania, „Panasqueira” Portugalia, ca și Neudorf (Harz), Erzgebirge Zinnwald Germania.
În Asia s-au descoperit cantități însemnate în provincia „Hunan” China

## Utilizări
- Wolframitul este un mineral deosebit de important ca materie primă fiind principala sursă de obținere a wolframului.

## Producători
Cel mai mare extractor de minereu este China. Alți producători sunt Portugalia, Rusia, Australia, Thailanda, Coreea de Sud, Ruanda, Bolivia, Statele Unite și Republica Democrată Congo.

## La noi în România
Exemplare foarte frumoase de wolframit cristalizat de la noi din țară se găsesc în muzeul de geologie de la Baia Mare, bucăți ce au fost extrase chiar din minele aflate lângă oraș.